# Самолёты Украины (серия монет)
Самолёты украины (укр. Літаки України) — серия памятных монет, выпущенная Национальным банком Украины в 2002—2005 годах.
Серия состоит из восьми монет номиналом в 5, 10 и 20 гривен и посвящена четырём самолётам, выпускавшимся государственным предприятием «Антонов».
О начале выпуска серии и выпуске монет «Самолёт Ан-225 Мрия» было объявлено письмом НБУ от 29 апреля 2002 года. О выпуске других монет серии было объявлено письмами НБУ: «Самолёт Ан-2» — от 22 мая 2003, «Самолёт АН-140» — от 23 апреля 2004, «Самолёт АН-124 Руслан» — от 27 мая 2005.

## Монеты
| Аверс | Реверс | Описание | Примечание |
| ----- | ------ | --- | --- |
|       |        | На аверсе: в круге из бусин — изображение малого государственного герба Украины в окружении аллегорической композиции из Солнца, стилизованного крыла, птиц и звёзд. Логотип Монетного двора НБУ, надписи «УКРАЇНА 2002 5 ГРИВЕНЬ». На реверсе: самолёт Ан-225 «Мрия» над взлётно-посадочной полосой, логотип «АН», надписи «ЛІТАКИ УКРАЇНИ АН-225 `МРІЯ`».                                                                                       | - Название монеты: Самолёт Ан-225 Мрия - Номинал: 5 гривен - Металл: нейзильбер - Масса: 16,54 г - Диаметр: 35 мм - Качество: обычное - Гурт: рифлёный - Тираж: 30 000 - Художник: Владимир Демьяненко - Скульптор: Владимир Демьяненко - Дата выпуска в обращение: 30 апреля 2002 - Отпускная цена НБУ: 5 гривен                             |
|       |        | На аверсе: в круге из бусин — изображение малого государственного герба Украины в окружении аллегорической композиции из Солнца, стилизованного крыла, птиц и звёзд. Логотип Монетного двора НБУ, надписи «УКРАЇНА 2002 20 ГРИВЕНЬ», обозначение металла, его пробы и веса чистого серебра «Ag 925 62,2». На реверсе: самолёт Ан-225 «Мрия» над взлётно-посадочной полосой, голографический логотип «АН», надписи «ЛІТАКИ УКРАЇНИ АН-225 `МРІЯ`». | - Название монеты: Самолёт Ан-225 Мрия - Номинал: 20 гривен - Металл: серебро 925 - Масса чистого серебра: 62,2 г - Диаметр: 50 мм - Качество: пруф - Гурт: секторальные рифления - Тираж: 2000 - Художник: Владимир Демьяненко - Скульптор: Владимир Демьяненко - Дата выпуска в обращение: 30 апреля 2002 - Отпускная цена НБУ: 1085 гривен |
|       |        | | |
|       |        | На аверсе: в круге из бусин — изображение малого государственного герба Украины в окружении аллегорической композиции из Солнца, стилизованного крыла, птиц и звёзд. Логотип Монетного двора НБУ, надписи «УКРАЇНА 2003 5 ГРИВЕНЬ». На реверсе: самолёт Ан-2, логотип «АН», надписи «ЛІТАКИ УКРАЇНИ АН-2 AN-2». | - Название монеты: Самолёт Ан-2 - Номинал: 5 гривен - Металл: нейзильбер - Масса: 16,54 г - Диаметр: 35 мм - Качество: обычное - Гурт: рифлёный - Тираж: 50 000 - Художник: Владимир Демьяненко - Скульптор: Владимир Демьяненко - Дата выпуска в обращение: 22 мая 2003 - Отпускная цена НБУ: 5 гривен                                       |
|       |        | На аверсе: в круге из бусин — изображение малого государственного герба Украины в окружении аллегорической композиции из Солнца, стилизованного крыла, птиц и звёзд. Логотип Монетного двора НБУ, надписи «УКРАЇНА 2003 10 ГРИВЕНЬ», обозначение металла, его пробы и веса чистого серебра «Ag 925 31,1». На реверсе: самолёт Ан-2, логотип «АН», надписи «ЛІТАКИ УКРАЇНИ АН-2 AN-2».                                                             | - Название монеты: Самолёт Ан-2 - Номинал: 10 гривен - Металл: серебро 925 - Масса чистого серебра: 31,1 г - Диаметр: 38,6 мм - Качество: пруф - Гурт: рифлёный - Тираж: 3000 - Художник: Владимир Демьяненко - Скульптор: Владимир Демьяненко - Дата выпуска в обращение: 22 мая 2003 - Отпускная цена НБУ: 618 гривен                       |
|       |        | | |
|       |        | На аверсе: в круге из бусин — изображение малого государственного герба Украины в окружении аллегорической композиции из Солнца, стилизованного крыла, птиц и звёзд. Логотип Монетного двора НБУ, надписи «УКРАЇНА 2004 5 ГРИВЕНЬ». На реверсе: самолёт Ан-140, логотип «АН», надписи «ЛІТАКИ УКРАЇНИ АН-140 AN-140». | - Название монеты: Самолёт Ан-140 - Номинал: 5 гривен - Металл: нейзильбер - Масса: 16,54 г - Диаметр: 35 мм - Качество: обычное - Гурт: рифлёный - Тираж: 50 000 - Художник: Владимир Демьяненко - Скульптор: Владимир Демьяненко - Дата выпуска в обращение: 26 апреля 2004 - Отпускная цена НБУ: 5 гривен                                  |
|       |        | На аверсе: в круге из бусин — изображение малого государственного герба Украины в окружении аллегорической композиции из Солнца, стилизованного крыла, птиц и звёзд. Логотип Монетного двора НБУ, надписи «УКРАЇНА 2004 10 ГРИВЕНЬ», обозначение металла, его пробы и веса чистого серебра «Ag 925 31,1». На реверсе: самолёт Ан-140, логотип «АН», надписи «ЛІТАКИ УКРАЇНИ АН-140 AN-140».                                                       | - Название монеты: Самолёт Ан-140 - Номинал: 10 гривен - Металл: серебро 925 - Масса чистого серебра: 31,1 г - Диаметр: 38,6 мм - Качество: пруф - Гурт: рифлёный - Тираж: 10 000 - Художник: Владимир Демьяненко - Скульптор: Владимир Демьяненко - Дата выпуска в обращение: 26 апреля 2004 - Отпускная цена НБУ: 618 гривен                |
|       |        | | |
|       |        | На аверсе: в круге из бусин — изображение малого государственного герба Украины в окружении аллегорической композиции из Солнца, стилизованного крыла, птиц и звёзд. Логотип Монетного двора НБУ, надписи «УКРАЇНА 2005 5 ГРИВЕНЬ». На реверсе: самолёт Ан-124 Руслан, логотип «АН», надписи «ЛІТАКИ УКРАЇНИ АН-124 `Руслан`». | - Название монеты: Самолёт Ан-124 Руслан - Номинал: 5 гривен - Металл: нейзильбер - Масса: 16,54 г - Диаметр: 35 мм - Качество: специальный анциркулейтед - Гурт: рифлёный - Тираж: 60 000 - Художник: Владимир Демьяненко - Скульптор: Владимир Демьяненко - Дата выпуска в обращение: 1 июня 2005 - Отпускная цена НБУ: 29 гривен           |
|       |        | На аверсе: в круге из бусин — изображение малого государственного герба Украины в окружении аллегорической композиции из Солнца, стилизованного крыла, птиц и звёзд. Логотип Монетного двора НБУ, надписи «УКРАЇНА 2005 20 ГРИВЕНЬ», обозначение металла, его пробы и веса чистого серебра «Ag 925 62,2». На реверсе: самолёт Ан-124 Руслан, голографический логотип «АН», надписи «ЛІТАКИ УКРАЇНИ АН-124 `Руслан`».                              | - Название монеты: Самолёт Ан-124 Руслан - Номинал: 20 гривен - Металл: серебро 925 - Масса чистого серебра: 62,2 г - Диаметр: 50 мм - Качество: пруф - Гурт: секторальные рифления - Тираж: 5000 - Художник: Владимир Демьяненко - Скульптор: Владимир Демьяненко - Дата выпуска в обращение: 1 июня 2005 - Отпускная цена НБУ: 1085 гривен  |
|       |        | | |